# Пустынный сорокопут
Пустынный сорокопут, или южный серый сорокопут (лат. Lanius meridionalis) — птица семейства сорокопутовых. Имеет сходство и близкое родство с серым сорокопутом; в ранних изданиях оба вида рассматривались как один, описанный ещё Карлом Линнеем.
Пустынный сорокопут распространён в основном в полосе пустынь и полупустынь в Северной Африке и Азии. Небольшой участок ареала находится в юго-западной Европе. Чаще всего эту птицу можно увидеть сидящей на самой высокой ветке куста, откуда она высматривает добычу на земле либо пением помечает территорию. Полёт стремительный на малой высоте, при большом расстоянии имеет волнообразную форму. Питается насекомыми, ящерицами, змеями, небольшими грызунами и мелкими птицами. Ведёт одиночный образ жизни, встречается парами лишь в период размножения.

## Описание

### Внешний вид
Активная и сильная птица. При описании обычно сравнивают этот вид с серым сорокопутом, поскольку оба они имеют много общего как в окраске оперения, так и в образе жизни. Пустынный сорокопут несколько мельче и легче своего ближайшего родственника: его общая длина составляет 24—25 см, вес в разных областях варьирует от 45 до 70 г. Выделяют несколько подвидов, изменчивость между которыми проявляется в общих характеристиках, окрасе спины и отличному перьевому рисунку на голове. Окраска сочетает в себе чёрный, белый и серый цвета. Верхняя часть головы, зашеек и спина могут иметь различные оттенки серого от серебристого до грифельного или свинцового; если первый больше характерен для южной и северо-восточной периферии ареала, то последние два для северо-западной и индийской. Плечевые в сравнении со спиной более светлые — беловатые, крылья чёрные с белым зеркалом. На лицевой части головы широкая чёрная «маска», как у всех сорокопутов. Цвет брюха варьирует от желтовато-розового в Европе до беловато-песочного в Центральной Азии.

### Голос
Вокализация описываемого вида очень схожа с таковой у серого сорокопута. Территориальная песня самца состоит из серии хриплых двусложных криков, которые время от времени прерываются гнусавыми позывками, передаваемыми как «кха-кха-кхаа» или «вхэ-вхэ-вхээ». Иногда вместо грубых криков можно услышать мелодичную трель, которую помимо самца также может исполнять и самка. Птицы особенно шумливы в брачный период, однако с началом насиживания смолкают и ведут себя очень тихо.

## Распространение

### Ареал
- Номинативный подвид L. m. meridionalis населяет Пиренейский полуостров и южную Францию, возможно также северный Марокко[10]. Область распространения подвида частично перекрывается областью распространения номинативного подвида серого сорокопута, при этом гибридные формы этих двух форм неизвестны. Пустынный сорокопут выделяется значительно более тёмным грифельным оперением на спине и желтовато-розовым (не белым) на брюхе[11].
- Подвид L. m. koenigi встречается на всех основных Канарских островах. Генетические исследования последних лет показывают значительное отклонение этой формы от номинативной, в связи с чем чего её ранг иногда повышают до самостоятельного вида[12].
- Ареал подвида L. m. algeriensis охватывает северо-западные области африканского континента: северо-западную Мавританию, Западную Сахару, Марокко, Алжир, Тунис, отчасти Ливию (северные районы Триполитании и Киренаики)[10].
- Южнее и восточнее L. m. algeriensis распространён другой северо-африканский подвид L. m. elegans. Он обитает в оазисах северной и центральной Сахары в северо-восточной Мавритании, северо-западном Мали, южном Тунисе, средней и южной Ливии, Египте, юго-западном Израиле, северо-восточном Судане, возможно на северо-востоке Нигера[10].
- Наиболее южный и самый мелкий подвид пустынного сорокопута L. m. leucopygos населяет засушливую область Сахель к югу от Сахары. Его можно встретить в средней и южной Мавритании, среднем Мали, среднем и южном Нигере, северо-восточной Нигерии, южном Чаде и центральном Судане (в том числе в регионе Дарфур)[10]. Известный российский зоолог Евгений Панов полагает, что именно из района Сахель произошло расселение пустынных сорокопутов в северно-западном и восточном направлениях[7].
- Подвид L. m. aucheri (в него в последнее время также включают формы L. m. theresae и L. m. jebelmarrae) обитает в восточном Судане, Эритрее, северной Эфиопии, северо-западном Сомали, на Синайском полуострове, в западной и юго-восточной части Аравийского полуострова, в юго-восточном Израиле, Сирии, Ираке, южном Иране[10].

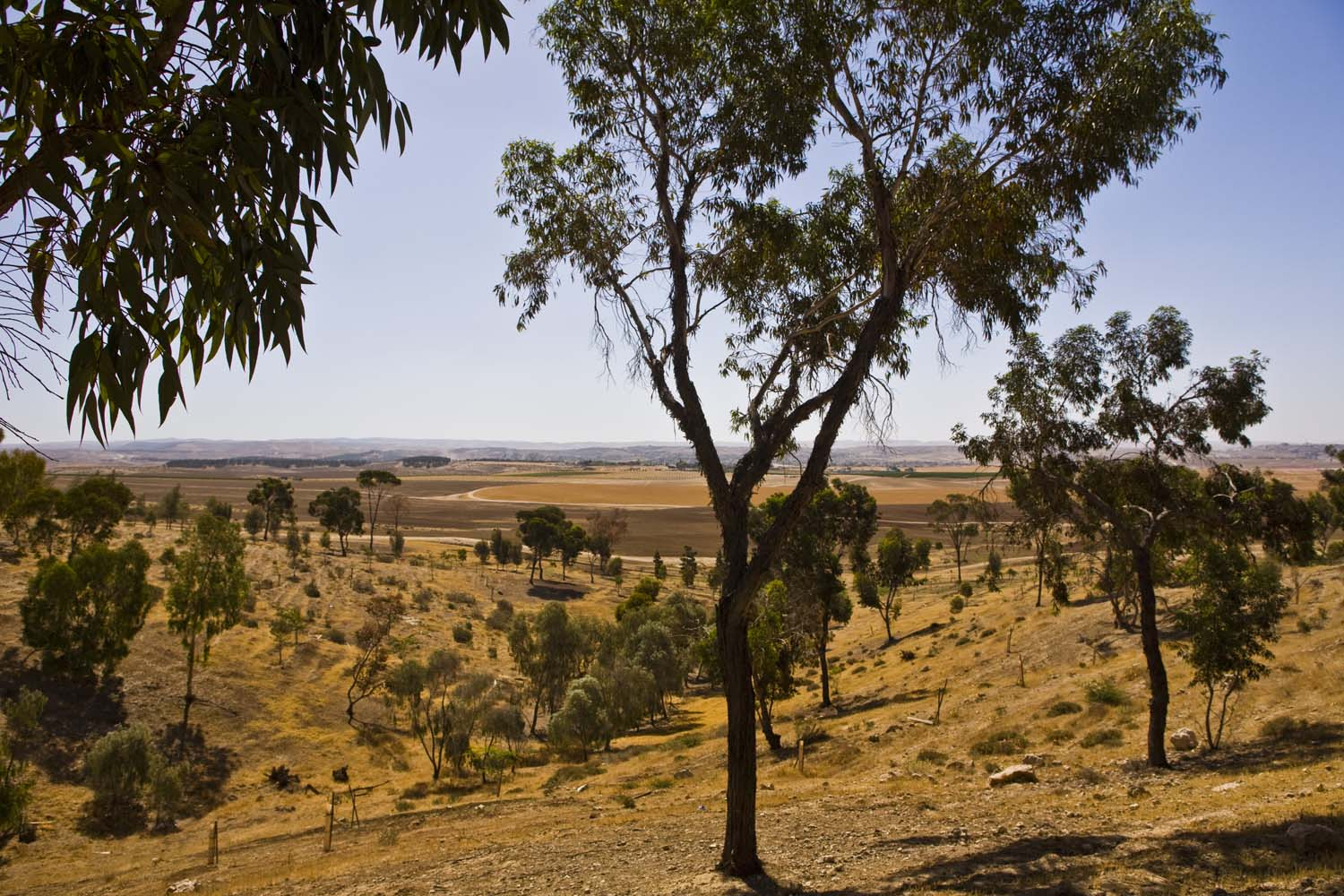
Типичный биотоп сорокопута в пустыне Негев

- Подвид L. m. buryi с достаточно тёмныи верхом и тонкой чёрной «маской» встречается исключительно в гористой местности в юго-западной части Аравийского полуострова (в границах Йемена)[10].
- Наиболее тёмный подвид L. m. unicatus — эндемик островов Сокотра в Индийском океане у берегов Сомали[10].
- Подвид L. m. lathora распространён в Южной Азии — Пакистане (кроме севера), Индии к югу до Карнатаки и восточном Бангладеш[10].
- Наконец, наиболее северный и восточный подвид L. m. pallidirostris населяет Центральную Азию восточнее побережья Каспийского моря. Его ареал лишь краем захватывает Российскую Федерацию, основные же районы обитания сосредоточены в южном Казахстане, республиках Средней Азии, Монголии, северном Китае, Иране, Афганистане и северном Пакистане[10].

Многие из указанных подвидов были выделены в вид Lanius excubitor. У пустынного сорокопута Международный союз орнитологов подвидов не выделяет.

### Места обитания
Населяет разнообразные открытые и сухие ландшафты с рассеянной древесно-кустарниковой растительностью от пустынь до заброшенных сельхозугодий и культурных пастбищ. На Пиренейском полуострове и в южной Франции селится в бесплодной холмистой местности, где оголённые участки земли соседствуют с одиночными посадками низкорослого дуба кермесового (Quercus coccifera), кустов малины и филлиреи. Там же в качестве вторичного биотопа сорокопут использует виноградники и незасеянные поля с отдельно стоящими деревьями у края. В Северной Африке выбирает песчаные ландшафты с разреженными посадками колючих кустарников и деревьев (Ziziphus spina-christi, акации кручёной (Acacia tortilis), баланитеса и т. п.). Аналогичная флора, только в условиях каменистой пустыни, представлена на территории Израиля. В Средней Азии и Казахстане биотопы более разнообразные — от каменистых сухих степей на каштановых почвах до песчаных и известняковых пустынь, где имеется хотя бы редкая кустарниковая растительность — фисташка, жузгун, песчаная акация, гребенщик, карагана. Также охотно селится в саксаульниках и по саям в предгорьях. В Индии и Пакистане встречается в разреженных зарослях скрэба, на окраинах листопадных лесов, а также в пустынях.

### Характер пребывания

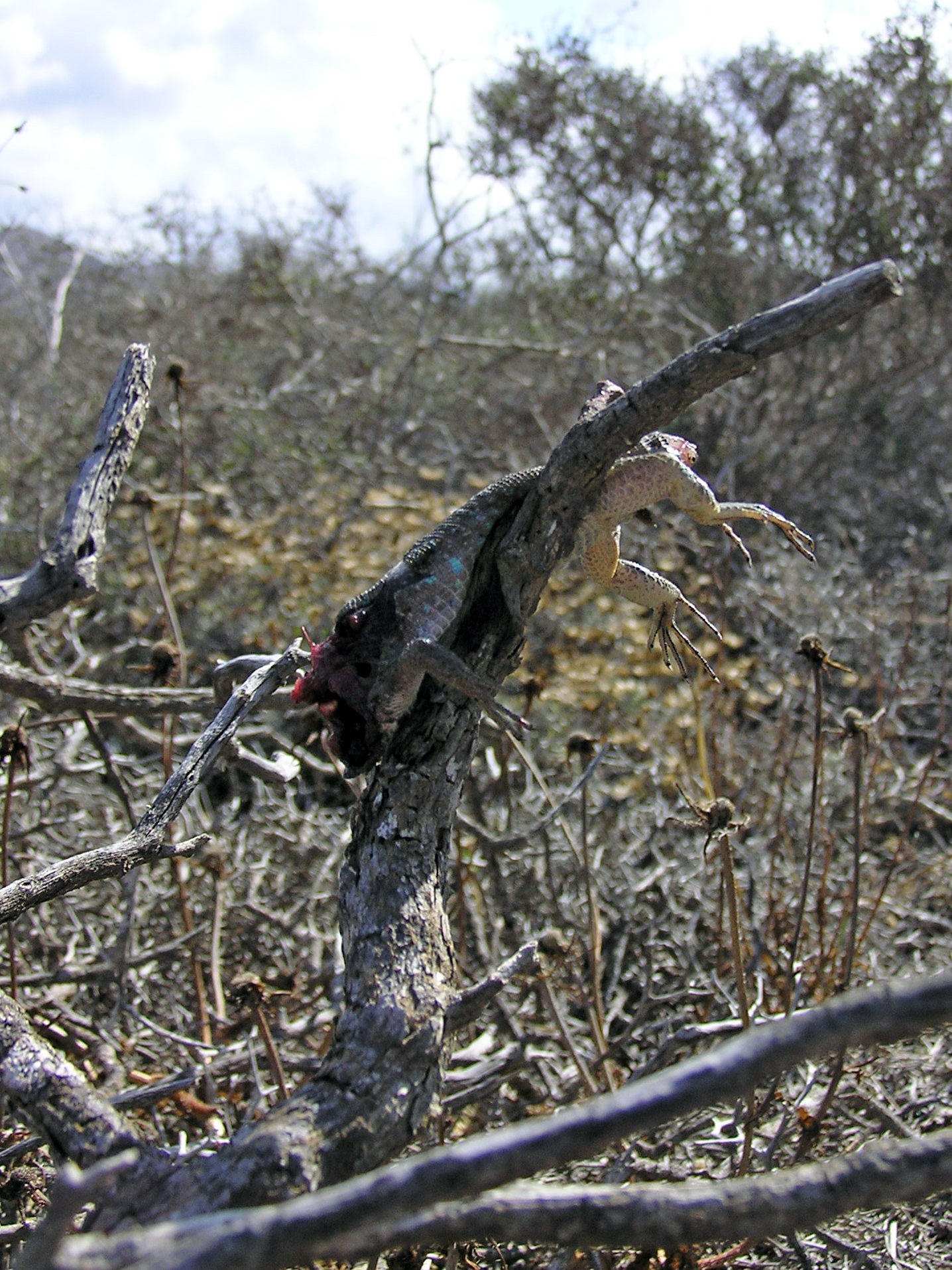
Останки ящерицы, пойманной пустынным сорокопутом

Северо-восточная популяция пустынного сорокопута, гнездящаяся в Центральной Азии, совершает ежегодные сезонные миграции на дальнее расстояние. Птицы, гнездящиеся в Заволжье, Казахстане и республиках Средней Азии осенью перемещаются в юго-западном направлении — главным образом, в северо-восточную Африку, но также на Ближний Восток и в западный Пакистан. В южном Туркменистане и южнее как минимум часть птиц зимует на своих гнездовых участках. Случайные залёты были отмечены на Британских островах и в Брунее. В Африке и Европе самцы склонны круглый год придерживаться своих гнездовых участков, тогда как самки ведут кочевой образ жизни, задерживаясь на одном месте лишь на время размножения. Наблюдения показывают, что часть самцов всё же покидают свою территорию. Перелётный подвид L. m. pallidirostris в пределах республик бывшего СССР занимает гнездовые участки в период с середины марта до первых чисел мая.

## Питание
Пустынный сорокопут, как и другие представители семейства — природный хищник, охотится как на позвоночных животных размером до степной агамы, так и на беспозвоночных. Соотношение объёмов этих двух групп кормов варьирует в разных частях ареала и в разное время года, однако все исследования показывают преобладание беспозвоночных, в первую очередь жуков, бабочек (имаго и гусениц) и прямокрылых (кузнечиков и сверчков). В меньшем количестве птица ловит других насекомых — пчёл, ос и муравьёв, а также наземных ракообразных, пауков и многоножек.
У отдельных популяций в рационе широко представлены ящерицы (агамы, хамелеоны, стенные и гребнепалые ящерицы, псаммодромусы, месалины, вееропалые гекконы, халциды, бланусы, ящурки и др.), мелкие змеи (например, стрела-змея) и лягушки (озёрная лягушка, средиземноморская квакша). Известны случаи охоты на некрупных грызунов, таких как лесная мышь, обыкновенная белозубка, афганская полёвка (Microtus afganus), а также на некрупных птиц и их кладки. Наблюдения в Северной Африке подтвердили, что сорокопут может употреблять в пищу растительные корма — финики, арахис. При случае не брезгует падалью.
Добычу чаще всего высматривает, сидя на возвышении — так называемой присаде. Реже обследует местность на бреющем полёте либо с земли. Крупную добычу предварительно насаживает на древесные колючки и разрывает крючком клюва. Там же в гнездовой период самец оставляет запасы впрок. По оценкам орнитологов, несмотря на недолговечность таких запасов в условиях жаркого климата они имеют большое значение в период, предшествующий размножению: богатые «кладовые» способствовали более успешному образованию пар.

## Размножение

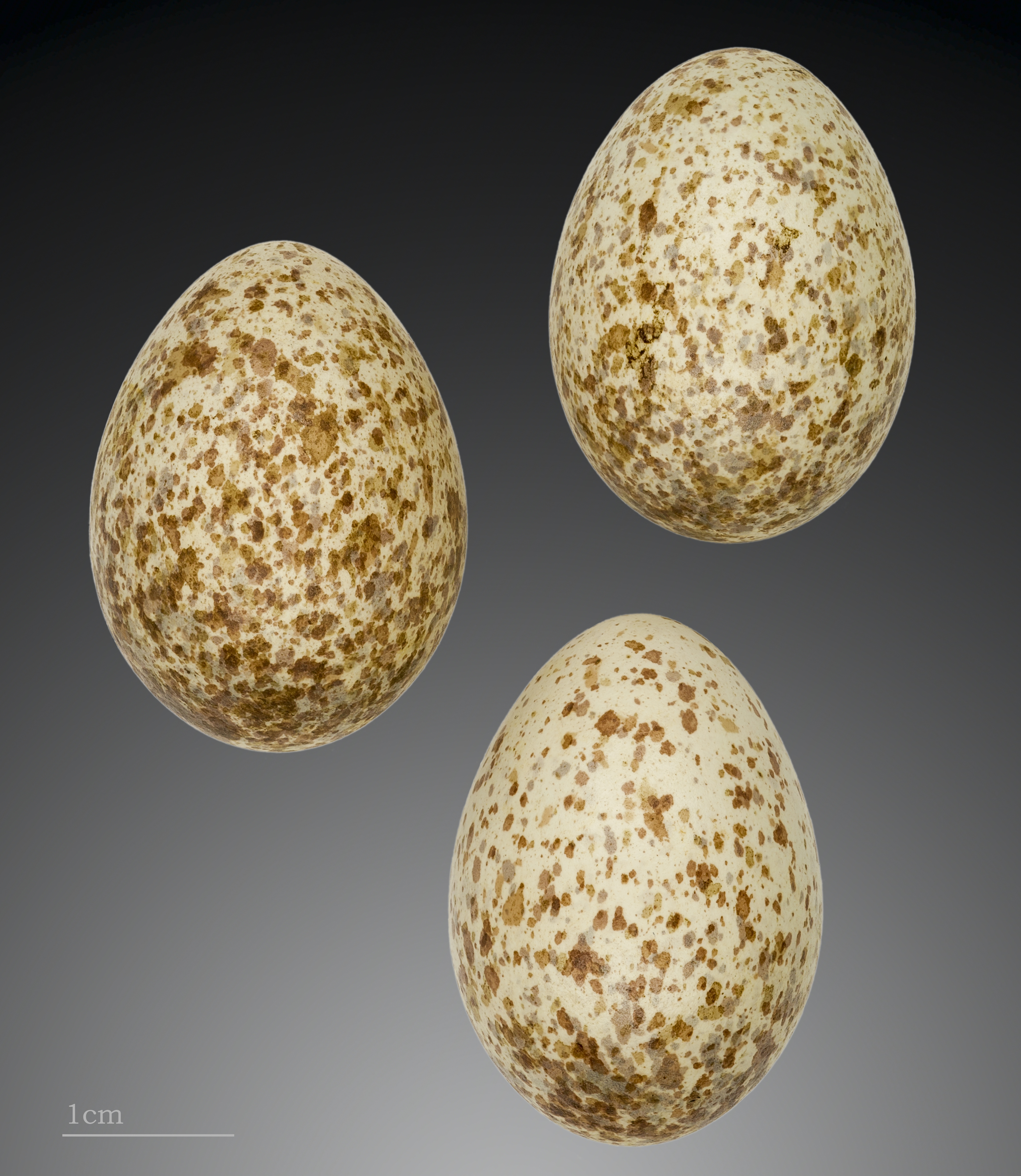
Яйца пустынного сорокопута

Как правило, моногам, хотя также известны случаи одновременной полигинии. Как правило, образование пар непрочное и заканчивается вскоре после вылета птенцов. Самцы и самки имеют каждый свою строго охраняемую кормовую территорию, объединение которых происходит лишь на период размножения. Между хозяином территории и залётными птицами нередки конфликты, сопровождающиеся стычками. Инициатива образования пары принадлежит самцу, который первым совершает визит на территорию самки. В ответ самка также заглядывает на территорию самца, при этом последний демонстрирует ей развилки кустов, пригодные для строительства гнезда, и приносит корм.
Гнездо из тонких сухих веточек, в которые вплетены кусочки травы, шерсти, перьев, иногда мягкий инородный материал антропогенного характера. Устраивается в развилке дерева либо куста на высоте 0,3 — 5 (чаще всего 1—3) м над землёй. Оба члена пары занимаются сбором материала и строительством гнезда, иногда изымают его из близлежащих колоний воробьёв. Бывает, что в вместо обустройства нового гнезда птицы приводят в порядок старое либо используют заброшенное воронье или сорочье. В редких случаях, когда подходящая растительность отсутствует, местом для гнезда может стать телеграфный столб либо иная человеческая постройка. Диаметр готовой постройки 170—270 мм, высота 96—170 мм, глубина лотка 55—75 мм.
Количество кладок варьирует — если в Европе и Центральной Азии самка откладывает один раз в год, то в более южных областях нередки повторные или даже третьи кладки за сезон. Полная кладка обычно содержит от 2 до 7 яиц, чаще всего 5 или 6. Яйца внешне неотличимы от таковых у серого сорокопута, имеют светло-бело-глинистый либо слегка зеленоватый фон и бурые пятна разной интенсивности. Размеры яиц у номинативного подвида (24—30,1)х(18,2—20,5) мм, у формы pallidirostris (23,1—24,5)—(18,1—19,1) мм. Насиживает только самка 17—18 дней, начиная с четвёртого яйца. Изредка она покидает гнездо на прокормку, в других случаях пищу ей приносит самец. Прокормкой птенцов также занимается самец, в то время как самка первую неделю неотлучно сидит в гнезде и обогревает потомство. Птенцы поднимаются на крыло через 13—15 дней, однако и после этого ещё около двух трёх недель подкармливаются родителями.